# Глоговац (Бијељина)
Глоговац је насељено мјесто у граду Бијељина, Република Српска, БиХ. Према попису становништва из 1991. у насељу је живјело 436 становника.

## Становништво
| Националност       | 1991. | 1981. | 1971. | 1961. |
| Срби               | 415   | 491   | 549   | 578   |
| Југословени        |       | 6     |       |       |
| остали и непознато | 21    | 2     |       | 1     |
| Укупно             | 436   | 499   | 549   | 579   |

| Демографија | Демографија | Демографија |
| Година      | Становника  | Становника  |
| ----------- | ----------- | ----------- |
| 1948.       | 513         |             |
| 1953.       | 552         |             |
| 1961.       | 579         |             |
| 1971.       | 549         |             |
| 1981.       | 499         |             |
| 1991.       | 433         |             |